# Apprendre au XXIe siècle
Apprendre au XXIe siècle est un ouvrage de François Taddei paru en 2018 aux éditions Calmann-Lévy. L'auteur, biologiste et polytechnicien, propose dans cet essai un tour d'horizon des "nouvelles façons d’apprendre et de découvrir" afin de répondre aux transitions majeures du XXIe siècle (la révolution numérique et l'intelligence artificielle).

## Résumé

### Introduction
Dans l'introduction, l'auteur relate une expérience qui a transformé sa vision du monde. Se trouvant à New York le 11 septembre 2001, il assiste à l'effondrement des tours du World Trade Center. Cet événement le mène à la décision de "consacrer [son] énergie à la façon dont on peut favoriser la coopération entre humains". pour ainsi « préparer le monde de demain ». L’auteur présente son « optimisme non utopique » et invite les adultes à accompagner « la jeunesse [qui] refuse la passivité et se mobilise contre le fatalisme climatique ».

### 1. Pourquoi doit-on apprendre différemment au XXIe siècle?
Cette partie analyse pourquoi "on apprend différemment au XXIe siècle", la révolution numérique ayant "bouleversé les données du problème".

### 2. Ce que j'ai appris
L'auteur fait un "détour autobiographique" pour relater son expérience du système éducatif. Il relate son parcours scolaire – un collège dans le quartier Monclar d'Avignon, la pratique du jeu d'échecs, le lycée Louis-le-Grand, l'Ecole Polytechnique – et fait l'observation que les institutions valorisent trop fortement le respect des codes de conduite et la soumission à l'autorité. Il conclut que "toute l'intelligence et l'énergie du système éducatif doit être tournée vers le questionnement". Il relate la rencontre de son directeur de thèse et mentor, le biologiste Miroslav Radman, spécialiste de l'ADN.

### 3. Enseigner différemment
L'auteur décrit ses premières expériences d'enseignement, à l'institut Pasteur, à l'ESPCI et à l'Ecole normale supérieure (ENS), et relève l'importance d'une dynamique interdisciplinaire. Ayant constitué une communauté d'étudiants et de chercheurs intéressés pour cette démarche, une structure officielle est mise sur pied en 2005: le Centre de Recherches Interdisciplinaires (CRI), situé dans un triangle "sciences du vivant - sciences du numérique - sciences de l'apprentissage". La suite du chapitre se concentre sur les "changements de paradigme" que connaît l'enseignement. Une expérience clé est menée avec une classe CM1-CM2 à Bagneux, qui conduira avec Ange Ansour, à la création du programme éducatif «Savanturiers».  

### 4. Avant d'apprendre, désapprendre
Comment "apprendre avec les autres, à l'image de ce que font tous les organismes vivants".

### 6. Planète apprenante, mode d'emploi
Ce dernier chapitre fait un résumé d'un dossier que l'auteur a rédigé pour le gouvernement, "des propositions concrètes" pour "faire de la société apprenante une réalité".

## Editions
[Taddei2018] Apprendre au XXIe siècle, Paris/impr. en Italie, Calmann-Lévy, 2018, 400 p. (ISBN 978-2-7021-6342-9)